# Thailandia del Sud
La Thailandia del Sud è una macroregione della Thailandia, situata nella Penisola Malese.

## Geografia fisica
Confina a nord con la Thailandia Centrale, a Nordovest con la Birmania (Divisione del Tenasserim) e a sud con la Malaysia (Perlis, Kedah, Perak, Kelantan). È compresa tra Mar delle Andamane e Golfo del Siam.

## Suddivisione
È composta da 14 province:
1. Chumphon (ชุมพร)
2. Krabi (กระบี่)
3. Nakhon Si Thammarat (นครศรีธรรมราช)
4. Narathiwat (นราธิวาส)
5. Pattani (ปัตตานี)
6. Phang Nga (พังงา)
7. Phatthalung (พัทลุง)
8. Phuket (ภูเก็ต)
9. Ranong (ระนอง)
10. Satun (สตูล)
11. Songkhla (สงขลา)
12. Surat Thani (สุราษฎร์ธานี)
13. Trang (ตรัง)
14. Yala (ยะลา)